# Can Lloreta
Can Lloreta és una masia de Maçanet de la Selva (Selva) inclosa a l'Inventari del Patrimoni Arquitectònic de Catalunya.

## Descripció
Edifici de planta rectangular de dues plantes i coberta de dues aigües a laterals. Consta de dos cossos, un dels quals té la coberta a un sol vessant. Els dintells de les obertures de la casa són totes de fusta amb forma de prisma quadrat allargat. L'entorn de l'antiga masia està ambientat com el d'una gran mansió, amb jardins que oculten l'interior i grans i ostentoses entrades d'accés a la finca. Una d'aquestes, de 1985, és una mena d'arc de triomf monumental amb reproduccions d'escuts i dintells i muntants de pedra antics en una estructura de dos pisos.

## Història
Les primeres notícies de Can Lloreta són del segle xvi (1583).
Actualment, i des de 1969, està dins la urbanització anomenada "Mas Altaba".
L'any 1985, coincidint amb un canvi de propietari es construí una de les portes d'accés, prop de l'antic mas, monumentalitzada.